# 七道湾街道
七道湾街道，是中华人民共和国新疆维吾尔自治区乌鲁木齐市水磨沟区下辖的一个乡镇级行政单位。

## 行政区划
七道湾街道下辖以下地区：
新兴社区、八道湾村和七道湾村。